# Cervon
Cervon és un municipi francès, situat al departament del Nièvre i a la regió de Borgonya - Franc Comtat. L'any 2007 tenia 599 habitants.

## Demografia

### Població
El 2007 la població de fet de Cervon era de 599 persones. Hi havia 275 famílies, de les quals 94 eren unipersonals (39 homes vivint sols i 55 dones vivint soles), 98 parelles sense fills, 59 parelles amb fills i 24 famílies monoparentals amb fills.
La població ha evolucionat segons el següent gràfic:
Habitants censats

### Habitatges
El 2007 hi havia 518 habitatges, 280 eren l'habitatge principal de la família, 178 eren segones residències i 60 estaven desocupats. 497 eren cases i 13 eren apartaments. Dels 280 habitatges principals, 228 estaven ocupats pels seus propietaris, 36 estaven llogats i ocupats pels llogaters i 15 estaven cedits a títol gratuït; 6 tenien una cambra, 34 en tenien dues, 55 en tenien tres, 71 en tenien quatre i 113 en tenien cinc o més. 192 habitatges disposaven pel capbaix d'una plaça de pàrquing. A 141 habitatges hi havia un automòbil i a 89 n'hi havia dos o més.

### Piràmide de població
La piràmide de població per edats i sexe el 2009 era:
| Homes | Edats   | Dones |
| ----- | ------- | ----- |
| 0     | 95 o +  | 0     |
| 0     | 90 a 94 | 8     |
| 4     | 85 a 89 | 8     |
| 8     | 80 a 84 | 8     |
| 16    | 75 a 79 | 32    |
| 4     | 70 a 74 | 12    |
| 28    | 65 a 69 | 16    |
| 24    | 60 a 64 | 24    |
| 4     | 55 a 59 | 32    |
| 16    | 50 a 54 | 8     |
| 32    | 45 a 49 | 24    |
| 32    | 40 a 44 | 28    |
| 32    | 35 a 39 | 20    |
| 12    | 30 a 34 | 16    |
| 12    | 25 a 29 | 4     |
| 12    | 20 a 24 | 12    |
| 4     | 15 a 19 | 36    |
| 32    | 10 a 14 | 20    |
| 8     | 5 a 9   | 24    |
| 16    | 0 a 4   | 4     |

## Economia
El 2007 la població en edat de treballar era de 370 persones, 244 eren actives i 126 eren inactives. De les 244 persones actives 221 estaven ocupades (132 homes i 89 dones) i 24 estaven aturades (10 homes i 14 dones). De les 126 persones inactives 59 estaven jubilades, 16 estaven estudiant i 51 estaven classificades com a «altres inactius».

### Ingressos
El 2009 a Cervon hi havia 289 unitats fiscals que integraven 611 persones, la mediana anual d'ingressos fiscals per persona era de 16.684 €.

### Activitats econòmiques
Dels 24 establiments que hi havia el 2007, 1 era d'una empresa alimentària, 2 d'empreses de fabricació d'altres productes industrials, 8 d'empreses de construcció, 4 d'empreses de comerç i reparació d'automòbils, 1 d'una empresa de transport, 2 d'empreses d'hostatgeria i restauració, 1 d'una empresa immobiliària i 5 d'empreses de serveis.
Dels 8 establiments de servei als particulars que hi havia el 2009, 1 era un taller de reparació d'automòbils i de material agrícola, 1 paleta, 1 fusteria, 2 lampisteries, 2 electricistes i 1 veterinari.
L'únic establiment comercial que hi havia el 2009 era una fleca.
L'any 2000 a Cervon hi havia 35 explotacions agrícoles que ocupaven un total de 2.756 hectàrees.

## Equipaments sanitaris i escolars
El 2009 hi havia una escola elemental.

## Poblacions més properes
El següent diagrama mostra les poblacions més properes.